# God & Guns
God & Guns es el undécimo álbum de estudio del grupo de rock sureño Lynyrd Skynyrd, lanzado el 29 de septiembre de 2009. El sencillo "Still Unbroken" fue lanzado el 27 de julio de 2009 seguido de otro tema, "Simple Life", el 4 de agosto de 2009. Hughie Thomasson, contribuyó a la redacción de muchas canciones, incluyendo este primer sencillo, antes de su fallecimiento. "Still Unbroken", fue escrito después de la muerte del bajista original Leon Wilkeson en 2001.  El álbum presenta un trabajo de guitarra de  John 5.
El título del álbum (y su canción principal) es una referencia a un discurso que Barack Obama dio en San Francisco, ridiculizando la pequeña ciudad por aferrarse a su "Dios y armas.
El primer sencillo, "Still Unbroken" fue el tema oficial del WWE Breaking Point el 13 de septiembre de 2009, y aparece en el juego WWE SmackDown vs. Raw 2010 .
God & Guns debutó en el número 18 en el Billboard 200. Es la más alta posición de un álbum de Lynyrd Skynyrd desde Street Survivors de 1977.

## Temas
La lista de pistas siguiente se confirmó en Amazon.com.

### Disco 1
1. "Still Unbroken" - 5:06
2. "Simple Life" - 3:17
3. "Little Thing Called You" - 3:58
4. "Southern Ways" - 3:48
5. "Skynyrd Nation" - 3:52
6. "Unwrite That Song" - 3:50
7. "Floyd" - 4:03  (feat. Rob Zombie )
8. "That Ain't My America" - 3:44
9. "Comin' Back For More" - 3:28
10. "God And Guns" - 5:44
11. "Storm" - 3:15
12. "Gifted Hands" - 5:22

### Disco 2
1. "Bang Bang" - 3:10
2. "Raining In My Heartland" - 3:54
3. "Hobo Kinda Man" - 3:53
4. " Red White & Blue (Love it or Leave) (en vivo)" - 5:42
5. "Call Me the Breeze (en vivo)" - 5:49
6. "Sweet Home Alabama (en vivo)" - 6:25

El álbum God & Guns fue lanzado en versión tanto en edición normal, de venta en casas disqueras; como en una edición especial; la cual es considerada una piezas de colección única, en la que se incluye un disco adicional, con tres temas nuevos adicionales, y que fueran grabados en estudio; y tres temas en vivo grabados en el 2007.

## Personal
- Johnny Van Zant - voz
- Gary Rossington - guitarra
- Rickey Medlocke - guitarra, coros
- Mark Matejka - guitarra, coros
- Ean Evans - bajo, coros
- Michael Cartellone - batería
- Billy Powell - teclados

### Personal adicional
- John 5 - guitarra
- Rob Zombie - coros en "Floyd"
- Michael Rhodes
- Greg Morrow
- Perry Coleman
- Jerry Douglas
- Bob Marlette
- Honkettes (Dale Krantz Rossington & Carol Chase) - coros